# Schwarzwald-Baar járás
Schwarzwald-Baar járás egy járás Baden-Württembergben. Schwarzwald-Baar járás Breisgau-Hochschwarzwald, Konstanz, Tuttlingen, Waldshut, Rottweil, Ortenau és Emmendingen járásokkal határos. Lakosainak száma 212 381 fő (2018. december 31.).

## Népesség
A járás népessége az elmúlt években az alábbi módon változott:

| 2018 | 212 381 |